# Sándor Rozsnyói
Sándor Rozsnyói (Hungría, 24 de noviembre de 1930-2 de septiembre de 2014) fue un atleta húngaro, especializado en la prueba de 3000 m obstáculos en la que llegó a ser subcampeón olímpico en 1956.

## Carrera deportiva
En el Campeonato Europeo de Atletismo de 1954 ganó la medalla de oro en 3000 metros obstáculos, llegando a meta en un tiempo de 8:49,6 segundos (que fue récord de los campeonatos), por delante del finlandés Olavi Rinteenpää (plata con 8:52,4 segundos) y del noruego Ernst Larsen (bronce con 8:53,2 segundos).
En los JJ. OO. de Melbourne 1956 ganó la medalla de plata en los 3000 m obstáculos, con un tiempo de 8:43.6 segundos, llegando a meta tras el británico Chris Brasher que con 8:41.2 segundos batió el récord olímpico, y por delante del noruego Ernst Larsen (bronce).